# Nancy Faeser
Nancy Faeser (Bad Soden, 1970. július 13. –) német politikus, 2021-től Németország belügyminisztere.

## Élete
Faeser Bad Sodenben született és Schwalbachban nőtt fel. Ott a gimnáziumot végzett, majd a Johann Wolfgang Goethe Egyetemen jogtudományt tanult.
2003-ban a hesseni tartományi gyűlés képviselője (Mitglied des Landtages Hessen) majd 2019. szeptember 13-án az SPD-frakció vezetője lett. 2019. novemberében megválasztották az SPD tartományi elnökének.

## Fordítás
- Ez a szócikk részben vagy egészben  a   Nancy Faeser című német Wikipédia-szócikk fordításán alapul.  Az eredeti cikk szerkesztőit annak laptörténete sorolja fel. Ez a jelzés csupán a megfogalmazás eredetét és a szerzői jogokat jelzi, nem szolgál a cikkben szereplő információk forrásmegjelöléseként.